# PGA Kampioenschap (Frankrijk)
Het PGA Kampioenschap van Frankrijk is een jaarlijks toernooi voor de golfprofessionals die lid zijn van de Franse PGA (Association des Professionnels du Golf).

## Winnaars
| - 1960: Jean Garaialde - 1962: Jean Garaialde - 1963: Jean Garaialde - 1964: Jean Garaialde - 1965: Jean Garaialde | - 1866: Jean Garaialde - 1967: Jean Garaialde - 1968: Jean Garaialde - 1982: Géry Watine - 1988: Géry Watine of Thomas Levet | - 1991: Thomas Levet - 1992: Thomas Levet - 1995: Eric Giraud - 1998: Jean van de Velde - 1999: Jean François Remesy | - 2000: Marc Farry |

## Winnaressen
- 2011: Caroline Afonso (-9)